# 熊希齡內閣
熊希齡內閣，指民國2年（1913年）7月31日成立，民國3年（1914年）2月12日結束的以進步黨领袖熊希龄為國務總理的中華民國政府内閣。内閣組閣於1913年9月11日，1914年2月12日被袁世凯總統解散，由孙宝琦临时内阁取而代之，前后共存在約5个月。

## 成立背景
二次革命遭到鎮壓後，國會多數議席為國民黨議員佔有，國會內反對袁世凱的聲音仍然很大。而中華民國臨時大總統袁世凱卻想方設法全面控制國會，為當選為正式總統進行部署。
當時國民黨主張馬上制定憲法，然後才選舉總統，期望以憲法制約總統的權力。同時，統一黨、共和黨及民主黨等聯合組成進步黨，與國民黨抗衡。進步黨認為應先選舉總統後制定憲法。袁世凱因而積極拉攏國會内外國民黨以外的政黨和不同政見的人士。
民國二年七月，袁世凱委任進步黨的熊希齡為国务总理，负责组阁，以換取進步黨的支持。最終國會同意先選總統。
同年九月，袁世凱為取得正式大總統的職位，命令親信組織包圍選舉場地眾議院，強迫議員投袁世凱一票，否則不准離場。最後袁世凱獲選為中華民國第一任正式大總統，黎元洪為副總統。
袁世凱成為正式大總統後，國會訂定了《憲法草案》。若「草案」順利通過，將對總統權力加以限制。
|  | 總統由國會議員組織選舉會選出 憲法的修正與解釋須由國會議員組織憲法會議執行 ~《憲法草案》部分內容 |

袁世凱於是部署解散國會，以阻撓憲法通過。在同年十一月，他以國民黨發動二次革命為罪名，下令革除國會內國民黨籍議員的資格，達議員總數之一半，令國會不能召開。
民國三年，國會遭到解散。

## 成立至解散
继段祺瑞臨時內閣之後，1913年7月31日，中华民国总统袁世凯任命進步黨领袖熊希龄為國務總理，組織内閣。熊希齡網羅各方人才，組成一個閣員個個名聲顯赫的內閣，號稱為「名流內閣」、「人才內閣」。但是反對派卻稱之為「條例內閣」，因為熊希齡在任半年，頒布了許多重大的方針和條例，但是因為受制於袁世凱的巨大權力，無一能夠執行。上任半年之後，熊希齡也因為熱河行宮盜寶案醜聞等而辭職。

## 第一流人才内阁
这一任内阁被称为“第一流人才内阁”，由于梁启超等人都是社会名流，这个内阁被人称为“第一流人才内阁”。内阁本身没有实权，后袁世凯解散国会议会，“第一流人才内阁”倒台。

## 內閣成員
| 職位     | 姓名   | 黨籍   | 備注 |
| -------- | ------ | ------ | ---- |
| 國務總理 | 熊希齡 | 進步黨 |      |
| 外交總長 | 孫寶琦 | 公民黨 |      |
| 內務總長 | 朱啟鈐 | 公民黨 |      |
| 財政總長 | 熊希齡 | 進步黨 | 兼任 |
| 陸軍總長 | 段祺瑞 | 公民黨 |      |
| 海軍總長 | 劉冠雄 | 公民黨 |      |
| 教育總長 | 汪大燮 | 進步黨 |      |
| 司法總長 | 梁啟超 | 進步黨 |      |
| 農林總長 | 張謇   | 進步黨 | 兼任 |
| 工商總長 | 張謇   | 進步黨 |      |
| 交通總長 | 周自齊 | 公民黨 |      |